# Gaspar Oliver Mut
Gaspar Oliver Mut, nascut a Llucmajor el 1952, és un empresari turístic i polític conservador mallorquí.
Oliver es llicencià en ciències econòmiques i empresarials a la Universitat de Barcelona el 1976. El 1981 ingressà en el partit conservador Alianza Popular (AP). Fou diputat del Parlament de les Illes Balears en les legislatures 1983-87 i 1987-91. Durant aquestes dues legislatures fou conseller de Comerç i Indústria del Govern de les Illes Balears que presidia Gabriel Cañellas i Fons.
El 1991 abandonà el parlament i es presentà a les eleccions municipals de Llucmajor amb el Partit Popular (PP). Fou batle d'aquest municipi, amb el suport de l'Agrupación Social Independiente (ASI) durant dos mandats 1991-95 i 1995-1999. Durant el seu mandat impulsà el polígon industrial de Son Noguera i la remodelació de la platja de s'Arenal. Fou elegit president del Partit Popular de Mallorca el 1991. Després d'abandonar la batlia de Llucmajor es presentà novament com a diputat fins a la setena legislatura (2007-11). Deixà de formar part de les llistes electorals el 2011.